# Хесе
Хесе Родригез Руиз (шп. Jesé Rodríguez Ruiz; Лас Палмас, 26. фебруар 1993) је шпански фудбалер, који тренутно наступа за Париз Сен Жермен. Хесе је изданак младе школе Реал Мадрида. Дебитовао је 2011. године а прикључио се првом тиму као стални члан у сезони 2013/14. Дошао је у омладинску школу Реала са само 14. година. Прошао је све јуниорске селекције репрезентације Шпаније од селекције испод 16. година све до селекције за млађе од 21. године 

## Трофеји

### Реал Мадрид Б
- Друга лига Шпаније (1) : 2011/12.

### Реал Мадрид
- Првенство Шпаније (1) : 2011/12.
- Куп Шпаније (1) : 2013/14.
- Лига шампиона (2) : 2013/14, 2015/16.
- Светско клупско првенство (1) : 2014.

### Пари Сен Жермен
- Првенство Француске (1) : 2019/20.
- Суперкуп Француске (1) : 2017.

### Репрезентација Шпаније
- Европско првенство У 19 (1) : 2012.